# Teka (raper)
Teka, właściwie Tomasz Kucharski (ur. 1982 w Głoskowie) – polski raper, muzyk i kompozytor, a także producent muzyczny i inżynier dźwięku. Wraz z Donatanem współtworzy duet producencki RafPak. Współpracował z takimi wykonawcami jak Borixon, Gorzki, Trzeci Wymiar, O$ka czy Nowator.
Kucharski muzyką zainteresował się we wczesnym dzieciństwie. Pobierał lekcje gry na gitarze oraz na fortepianie. W połowie lat 90 zainteresował się hip-hopem. Umiejętność gry na fortepianie pozwoliła młodemu muzykowi na tworzenie podkładów instrumentalnych za pomocą prostego keyboardu. Pierwsze profesjonalne kompozycje przygotował w 2001 roku na kompilację Pomysł goni pomysł, która ukazała się nakładem Camey Studio. Wkrótce potem nawiązał współpracę ze wspomnianą wytwórnią, dla której produkował nagrania.
W 2004 roku ukazał się debiutancki singel Teki zatytułowany „Przestroga”, który zwiastował solowym album. Płyta Chcę, więc potrafię ukazała się 3 czerwca tego samego roku nakładem Camey Studio. Gościnnie na płycie wystąpili m.in. Jano, Cayra, Tymi, Żelu i Procente. W 2005 roku Teka, u boku Piha i Onara zasiadł w jury talent show Hip-hop Start. Jednakże format wyprodukowany przez telewizję Polsat ostatecznie nie został nigdy wyemitowany. Zwycięzcą konkursu był niespełna dwudziestoletni wówczas Nowator, który w ramach wygranej nagrał debiutancki album solowy Alfabetyczny spis, który ukazał się jesienią, także 2005 roku nakładem wytwórni Camey Studio. Teka wraz z pozostałymi członkami jury wystąpił gościnnie na tejże płycie.
4 grudnia 2008 roku został wydany drugi album solowy rapera pt. Talent. Na płycie gościnnie wystąpili m.in. Kardesch, Maleek, Nowator i Agata Załuska. Również w 2008 roku został nakręcony teledysk do utworu „Pocałuj mnie” zrealizowany przez firmę Film Brothers.

## Dyskografia
Albumy solowe
| Rok  | Album                                                                |
| ---- | -------------------------------------------------------------------- |
| 2004 | Chcę, więc potrafię - Data: 3 czerwca 2004 - Wytwórnia: Camey Studio |
| 2008 | Talent - Data: 4 grudnia 2008 - Wytwórnia: Camey Studio              |
| 2014 | III - Data: 16 czerwca 2014 - Wytwórnia: Diginoiz, Hashtag Records   |

Single
| Rok                         | Tytuł                                           | Pozycja na liście | Pozycja na liście | Pozycja na liście | Album               |
| Rok                         | Tytuł                                           | SLiP              | 30 ton            | PiK               | Album               |
| --------------------------- | ----------------------------------------------- | ----------------- | ----------------- | ----------------- | ------------------- |
| 2004                        | „Przestroga” (gościnnie: Cayra)                 | –                 | –                 | –                 | Chcę, więc potrafię |
| 2004                        | „Jesteś” (gościnnie: Chick’s)                   | 17                | 21                | –                 | Chcę, więc potrafię |
| 2004                        | „Skamieniali” – Trzeci Wymiar (gościnnie: Teka) | 3                 | –                 | 2                 | Cztery pory rapu    |
| 2005                        | „Głos Malii” (gościnnie: Koumba)                | –                 | –                 | –                 |                     |
| 2008                        | „Pocałuj mnie” (gościnnie: Lena, Peny)          | –                 | –                 | –                 | Talent              |
| „–” singel nie był notowany |                                                 |                   |                   |                   |                     |

Inne
| Rok  | Utwór | Album                           | Źródło        |
| ---- | --- | ------------------------------- | ------------- |
| 2003 | „Skamieniali” – Trzeci Wymiar (gościnnie: Teka) | Cztery pory rapu                | [ 17 ]        |
| 2003 | „Skamieniali” – Trzeci Wymiar (gościnnie: Teka) | „Dla mnie masz stajla” (singel) | [ 18 ]        |
| 2004 | „Skamieniali” – Trzeci Wymiar, Teka „Jesteś...” – Teka, Chix „Przestroga” – Teka, Cayra                                                                                            | ESKA Squad (kompilacja)         | [ 19 ]        |
| 2004 | „Jesteś...” – Teka, Chix „Skamieniali” – Trzeci Wymiar, Teka | Hiphopstacja (kompilacja)       | [ 20 ]        |
| 2004 | „Gorączka sobotniej mocy” – Teka | ESKA Squad 2 (kompilacja)       | [ 21 ]        |
| 2004 | „2003” – Pih (produkcja: Teka) | Krew, pot i łzy                 | [ 22 ]        |
| 2004 | „Nie ma ich” – Borixon (gościnnie: Teka) „Sprawdź to działa” – Borixon (produkcja: Teka) „Dedykowano” – Borixon (produkcja: Teka) „Energia nie zgasła” – Borixon (produkcja: Teka) | Rap daje mi siłę                | [ 23 ] [ 24 ] |
| 2004 | „Nigdy się nie dowiesz” – DJ K-Det (gościnnie: Teka) | Instynkt                        | [ 25 ]        |
| 2004 | „Hotele” – Kwadratura Koła (gościnnie: Teka, Rafpak, S.P.U.S.T.) | Siła woli                       | [ 26 ]        |
| 2004 | „W tych klubach” – O$ka (gościnnie: Teka, Cayra) | Przez $ jak...                  | [ 27 ]        |
| 2005 | „Bo bez Ciebie” – Lerek (produkcja: Teka) | Bo bez Ciebie                   | [ 28 ]        |
| 2005 | „Głos Malii” – Teka, Koumba | Viza (kompilacja)               | [ 29 ]        |
| 2005 | „Znasz to” – Nowator (gościnnie: Teka) „Ważne słowa” – Nowator (produkcja: Teka)                                                                                                   | Alfabetyczny spis               | [ 30 ] [ 31 ] |
| 2005 | „Hotele” – Kula (gościnnie: Teka, Kwadratura Koła) | Re-produkcja                    | [ 32 ]        |
| 2008 | „Duże miasto” – Gorzki (gościnnie: Teka, Stanisław Sojka, Jerome XL, Craig G) | Kontrawersja                    | [ 33 ]        |
| 2011 | „Czas patriotów” – Pih (produkcja: Teka) | Dowód rzeczowy nr 2             | [ 34 ]        |
| 2012 | „Wyjebunda” – Borixon (produkcja: Teka) | Rap Not Dead                    | [ 35 ]        |

## Teledyski
| Rok       | Tytuł                                           | Reżyseria/Realizacja                      | Album               | Źródło |
| --------- | ----------------------------------------------- | ----------------------------------------- | ------------------- | ------ |
| 2004      | „Jesteś” (gościnnie: Chick’s)                   |                                           | Chcę, więc potrafię | [ 36 ] |
| 2004      | „Gorączka sobotniej nocy” (gościnnie: Chick’s)  |                                           | Chcę, więc potrafię | [ 37 ] |
| 2004      | „Przestroga” (gościnnie: Cayra)                 |                                           | Chcę, więc potrafię | [ 38 ] |
| 2008      | „Ten jeden numerek” (gościnnie: Finta, Borixon) |                                           |                     | [ 39 ] |
| 2008      | „Dawałaś mi” (gościnnie: Marco Bocchino)        |                                           | Talent              | [ 40 ] |
| 2008      | „Chodź do mnie” (gościnnie: Fame District)      | Vision Factory                            | Talent              | [ 41 ] |
| 2008      | „Pocałuj mnie” (gościnnie: Lena, Peny)          | Film Brothers                             | Talent              | [ 42 ] |
| 2008      | „Nagana” (gościnnie: Koumba)                    | Film Brothers                             | Talent              | [ 43 ] |
| 2010      | „Te kilka sekund”                               |                                           | Talent (reedycja)   | [ 44 ] |
| 2014      | „Motywacja”                                     | Jeff Wojciechowski, Teka, Piotr Smoleński | III                 | [ 45 ] |
| Gościnnie |                                                 |                                           |                     |        |
| 2004      | „Skamieniali” – Trzeci Wymiar (gościnnie: Teka) | Mateusz Śliwa                             | Cztery pory rapu    | [ 46 ] |